# 아키모토 스케토모
아키모토 스케토모(일본어: 秋元凉朝, 1717년 ~ 1775년 6월 22일)는 일본 에도 시대의 다이묘로, 가와고에번주, 야마가타번주이다. 凉朝는 스미토모로도 읽는다.
교호 2년(1717년), 4천 석 영지를 가진 하타모토 아키모토 사다토모의 셋째 아들로 태어났다. 간포 2년(1742년), 선대 가와고에 번주인 아키모토 다카모토가 은거하자 그 양자로서 번주직을 계승했다. 엔쿄 3년(1746년)에 소샤반 겸 지샤부교에 임명되었고, 이듬해 와카도시요리, 나아가 로주를 역임하였다. 스케토모는 당시 다누마 오키쓰구의 권세가 강해지는 것을 불쾌하게 생각했다고 한다. 당시 소바슈의 한 사람에 지나지 않던 오키쓰구가 자신과 마주칠 때 인사를 하지 않았던 것에 대해, 이는 로주에 대한 실례라며 그를 비난하였던 일화가 있다.
메이와 원년(1764년), 스케토모는 로주를 사직하였는데, 이는 다누마의 권세에 대한 항의 차원의 사직으로 보인다. 메이와 4년(1767년)에 스케토모가 가와고에에서 야마가타로 전봉되는 것이 오키쓰구의 보복이었다는 설도 있다. 스케토모는 이듬해인 메이와 5년(1768년)에 은거하였다. 그에게는 딸이 하나 있었고, 선대 번주 다카모토의 둘째 아들 아키모토 미치토모를 양자로 두고 있었는데, 미치토모가 일찍 사망하였으므로, 조카 아키모토 쓰네토모에게 적자 자리를 계승하게 했다. 안에이 4년(1775년) 5월 25일에 사망하였다.
| 전임 아키모토 다카모토 | 제4대 가와고에번 번주 (아키모토 가문) 1742년 ~ 1767년 | 후임 마쓰다이라 도모노리 |

| 전임 마쓰다이라 노리스케 | 제1대 야마가타번 번주 (아키모토 가문) 1767년 ~ 1768년 | 후임 아키모토 쓰네토모 |